# Итобаал (царь Библа)
Итобаал (Итто-баал, Этбаал; «близость Баала» или «Баал с ним»; финик. 𐤀𐤕𐤁𐤏𐤋, Ito-ba‘al) — царь Библа в начале X века до н. э.

## Биография
Итобаал был сыном царя Ахирама. После смерти отца он унаследовал власть над Библом. Правление Итобаала датируется началом X века до н. э. В качестве более точных приводятся различные даты от 990 до 975 года до н. э. включительно.
Итобаал Библский известен, в основном, по найденному в 1923 году саркофагу царя Ахирама, хранящемуся в Национальном музее в Бейруте. По приказу Итобаала на саркофаге, в котором был похоронен его отец, была сделана посвятительная надпись финикийскими буквами. Для этого с него был сбит уже имевшийся там текст (саркофаг первоначально использовался для погребения другого человека).
Преемником Итобаала на престоле Библа был Йехимилк.